# In the footsteps of the Romans
In the footsteps of the Romans ou In The Steps of the Romans (en français, Dans les pas des Romains) est une course cycliste bulgare par étapes créée en 2019. Elle fait partie de l'UCI Europe Tour depuis sa création, en catégorie 2.2.

## Palmarès
| Année | Vainqueur              | Deuxième        | Troisième                |
| ----- | ---------------------- | --------------- | ------------------------ |
| 2019  | Polychrónis Tzortzákis | Marko Danilović | Juraj Bellan             |
| 2020  | Norbert Banaszek       | Veljko Stojnić  | Miguel Ángel Ballesteros |
| 2021  | Immanuel Stark         | Paweł Cieślik   | Tobias Nolde             |
| 2022  | Maciej Paterski        | Alexis Guérin   | Ádám Kristóf Karl        |
| 2023  | Filippo Fortin         | Patryk Stosz    | Lukáš Kubiš              |
| 2024  | Alin Toader            | Yordan Petrov   | Mads Schulz Jørgensen    |